# جنغلة

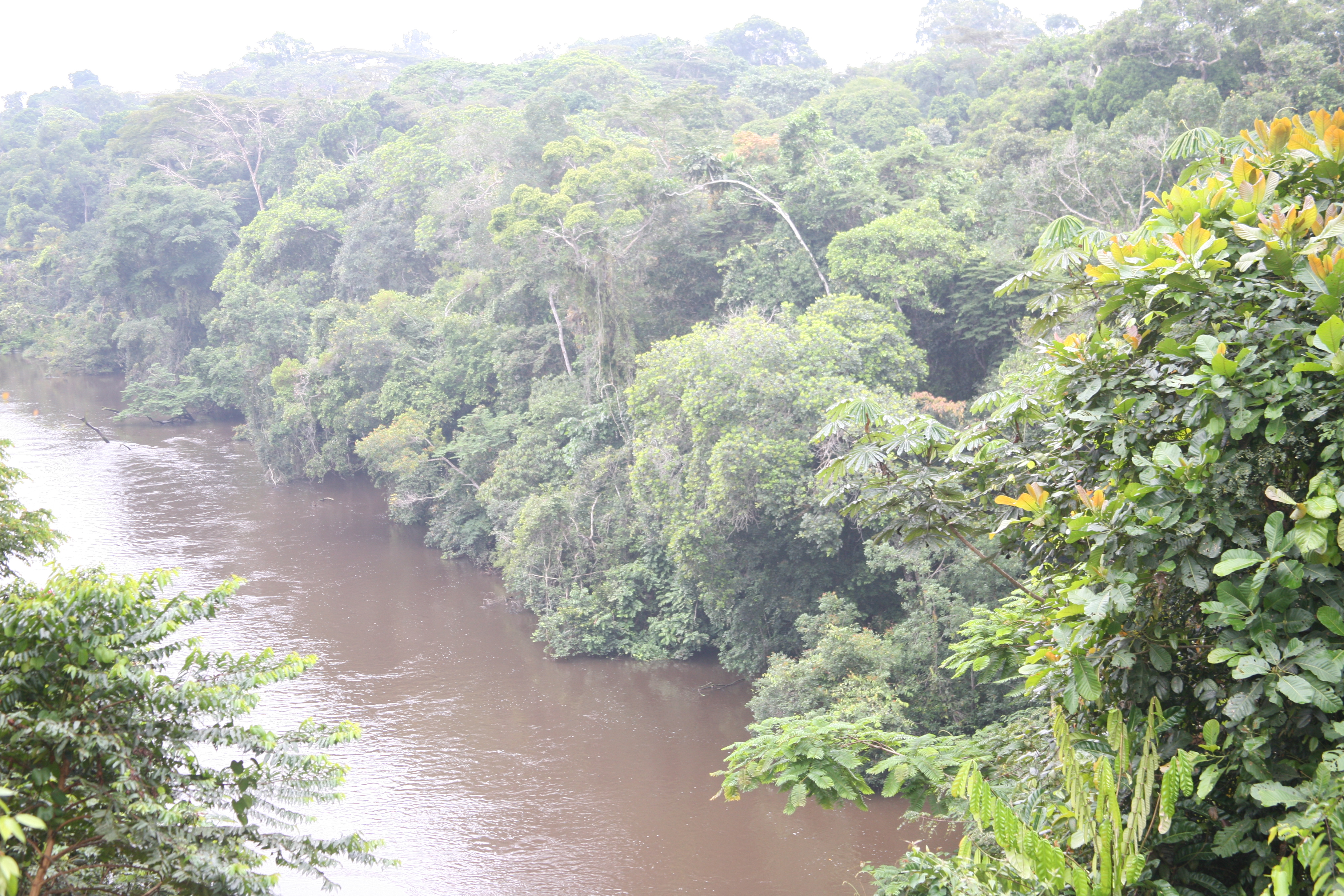
جنغلة كثيفة تحد ضفة نهرٍ في غابة مطيرة

الجُنْغُلَة أو الأجَمَةُ (الجمع: أُجْمٌ وأُجُمٌ وأُجَمٌ وآجامٌ وإِجامٌ) أو الدَّغَل أو الدِّيْسَة أو هي أرض غير مزروعة تتكاثف فيها الأشجار ويطلق الاصطلاح بخاصة على غابات الإقليم الموسمي.
وتُعرّف أيضاً على أنها أرض ذات نباتات كثيفة، واستخدام كلمة (Jungle) تنوع في المعنى خلال القرون السابقة، نتيجة لاستخداماتة المتنوعة المعنى، ومعنى الجنغلة في الأدب الغربي والأوربي يمثل منطقة قليلة التحضر وخارج حدود السلطة الإستعمارية (في عهد المستعمرات الأوربية). ومن أشهر المعاني هو نمو نباتي كثيف (على المستوى السفلي في الغابة) وبخاصة في المناطق الاستوائية، وعادة ما تكون كثيفة بحيث تعرقل المرور فيها مما يستوجب قطع النباتات للسير. وفي ضوء هذا التعريف السابق فإن الغابة المطيرة تختلف عن الجنغلة في كون مستواها السفلي خالياً تقريباً من النباتات بسبب انعدام الضوء مما يجعلها أسهل في التنقل. إن الجنغلات قد توجد في الغابات المطيرة أو على حدودها بسبب أن الأعاصير أو العامل البشري (المتمثل بقطع أشجار المستوى السفلي للغابة) تجعل قسم من مناطق الغابة المطيرة مفتوحة والقسم الآخر كثيف وهو الجنغلات.

## الأصل اللغوي
الدَّغَل في اللغة تعني الشجر الملتف، لكن هذه التسمية في عصرنا الحالي أصبح اصطلاحًا عامًا على الأراضي الحرجية غير المزروعة سواء كان عيصًا أو غيلاً أو جنغلةً أو غيرها، والذي يسمى بالإنجليزية bush، لهذا السبب عرّب الأمير مصطفى الشهابي كلمة jungle إلى جُنْغُلة تمييزًا عن الأغطية النباتية الأخرى.
كلمة عربية مشتقة من الفعل أَجَمَ، كقوله أجم الطعامَ واللبَّنَ وغيرَهما يَأْجِمُه أَجْماً وأَجِمَهُ: كَرِهَه ومَلَّه من المُداومةِ عليه (ابن منظور1307).
- الجمع : أُجْمٌ وأُجُمٌ وأُجَمٌ وآجامٌ وإِجامٌ [9]

وتعرف الأجمة حسب عدة مراجع بـِ:
- الزَأْرَةُ/الغابة.[10]
- مَنْبت الشجر كالغَيْضة، الشجر الكثير الملتفُّ.[11]
- مَنْبِت الشجر المتجمِّع كالغيضة.[12]
- الخيسَة[13]
- مأوى الأسد، الشجر الكثير الملتف.[14]
- شجر كثير ملتف، أرض برية غير منزرعة تتكاثف فيها الأشجار.[15]
- خميلة، شجر كثير ملتف، دغل، غيل.[16]
- (الأَجَمَة) أرض غير مزروعة تتكاثف فيها الأشجار ويطلق الاصطلاح بخاصة على غابات الإقليم الموسمي.[7]